# Snuff
Cet article concerne le film sorti en 1976. Pour le genre, voir Snuff movie.
Pour plus de détails, voir Fiche technique et Distribution.
Snuff, initialement appelé Slaughter (espagnol : El ángel de la muerte), est un film d'horreur argentin, américain et canadien, réalisé en 1976 par Michael et Roberta Findlay. Filmé en Amérique du Sud, le film dépeint les exactions d'un culte d'adeptes de Charles Manson et se termine par le meurtre d'une femme enceinte. Son succès tient de la rumeur volontairement propagée que le meurtre filmé était bien réel. Le film popularise la légende urbaine du snuff movie, bien que le concept existât déjà auparavant.

## Production
Tourné en Argentine par le couple Findley, Slaughter (1971) s'inspire de la Manson Family et met en scène une secte de biker satanique qui assassine une actrice enceinte. Slaughter n'étant toujours pas sorti quatre ans plus tard (il n'aurait vécu qu'une brève tournée en Amérique du Sud, financièrement décevante), le producteur-distributeur Allan Shackleton achète les droits pour 5 000 dollars et commande à Simon Nuchtern (qui a commencé sa carrière une petite dizaines d'années plus tôt en photographiant The Sensualist le film de sexploitation de Peter Emmanuel Goldman) un épilogue sous forme de prétendu snuff et sort le film sous le titre Snuff.
En 1975, des rumeurs de meurtres filmés commencent à circuler à New York. La police aurait confisqué des films underground originaires d'Amérique du Sud dans lesquels le meurtre d'une femme serait filmé. L'année suivante sort Snuff, filmé en Amérique du Sud et dont l'histoire se termine par le meurtre très réaliste d'une femme enceinte. 
Le film provoque une indignation des mouvements antipornographie qui y voyaient l'aboutissement logique de la pornographie. Des manifestations sont organisées par ces mouvements dans plusieurs grandes villes, participant malgré eux au succès du film.
Par la suite, les enquêteurs du New York Times et du bureau du procureur de New York découvrent que Snuff n'est qu'un canular. L'actrice du film est bien vivante et a pu être interrogée par les enquêteurs. Le fameux épilogue du film est le travail d'un producteur opportuniste, Alan Shackleton, qui désirait tirer parti des rumeurs de snuff movies en Amérique du Sud. Il rajoute ainsi la scène à un film d'horreur de Michael et Roberta Findlay tourné en 1971 intitulé Slaughterhouse et qu'il renomme Snuff.

## Fiche technique
- Titre original : Snuff
- Titre espagnol : El ángel de la muerte

## Distribution
- Margarita Amuchástegui : Angelica
- Ana Carro : Ana
- Liliana Fernández Blanco : Susanna
- Roberta Findlay : Carmela
- Alfredo Iglesias : Horst's father
- Enrique Larratelli : Satan
- Mirtha Massa : Terry London
- Aldo Mayo : Max Marsh
- Clao Villanueva : Horst Frank
- Michael Findlay : Detective (non crédité)